# Мерзіфонлю Кара Мустафа-паша
Кара Мустафа-паша або Мерзіфонлю Кара Мустафа-паша (тур. Merzifonlu Kara Mustafa Paşa, ? Мерзіфон — 25 грудня 1683, Белград) — державний та військовий діяч Османської імперії, Капудан-паша (1666-1670) та Великий візир (1676—1683).

## Життєпис
Народився в албанській родині в місті Мерзіфон за 240 км від Анкари.
В другій половині 1660-х — першій половині 1670-х — каймакам (заступник) великого візира Фазила Агмеда Кепрюлю-заде. Його було всиновлено родиною Кепрюлю, що дозволило йому надалі стати великим візиром.
В період з 1666 року по 1670 рік обіймав посаду капудан-паші (головного адміралу) флоту Османської імперії.
У червні 1674 року брав участь у поході султана Мехмеда IV на Правобережну Україну для допомоги гетьманові Петру Дорошенку проти московської армії під командуванням воєводи Григорія Ромодановського та козацьких полків на чолі з гетьманом Іваном Самойловичем, що вступили в Правобережжя та взяли в облогу гетьманську столицю — Чигирин.
5 листопада 1676 призначений великим візиром. Очолював 115-тисячне османське військо під час другого Чигиринського походу. Коли в Османській імперії загострилася фінансова криза, Кара Мустафа пропонував султану пом'якшити її шляхом зовнішньополітичних акцій, зокрема — захопити Венеційську республіку та Папську державу і відродити Римську імперію на чолі з династією Османів.
Керував 200-тисячною османською армією під час Віденської битви в 1683 році. У битві під Парканами 9 жовтня 1683 року зазнав нищівної поразки від польсько — габсбургських військ на чолі з Яном III Собеським.
Християнська армія рушила в бік Естергома, тоді як Кара Мустафа вирушив з Буди до Белграда, щоб пояснити обставини поразки султану Мехмеду IV. Султан залишив Белград до приїзду Мустафи, що визначило долю Великого візира.
19 жовтня Максиміліан II Емануїл на чолі 1200 бранденбуржців та 1200 баварських кіннотників дістався до Естергома. 22 жовтня почалася облога і незабаром фортеця була здана через небажання турків воювати. Турки залишили місто з усіма військовими почестями, хоча згодом Кара Мустафа наказав убити винних у здачі Естергома.
У грудні султанський посланець з Едірне приїхав до Белграда з листом про зміну командирів. Ага яничарів та посланці попросили великого візира передати печатку, і 25 грудня візир був задушений шовковою струною лука.
Відтята голова Кара-Мустафи досі зберігається у міському музеї Відня.